# 北川与平
北川 与平（きたがわ よへい、北川與平、1855年 (安政2年3月10日) - 没年不詳）は、日本の実業家。江商合資会社代表社員。滋賀県平民。

## 略歴
北川與四郞の長男。安政二年三月十日生まれ、明治15年8月家督を相続する。江商合資会社代表社員。妻は、西山喜平長女の幸。
三男宗三郎（明治13年生）四男大蔵（同18年生）は、それぞれ分家した。長女ぬい（同16年生）は滋賀県平民の矢野久左衛門に嫁す。大阪市東区に住まう。